# Алголь (фильм)
«Алго́ль. Траге́дия силы» (нем. Algol. Tragödie der Macht) — научно-фантастический немой фильм 1920 года Ханса Веркмайстера в стиле экспрессионизм, где рассказывается о человеке, который встретил пришельца с планеты системы Алголь. В картине снялись такие известные актёры, как прославленный Эмиль Яннингс, Джон Готтоут (John Gottowt), а также знаменитый Себастьян Дростэ (который исполнил эпизодическую роль танцовщика). Декорации для фильма были подготовлены Вальтером Райманом (одним из создателей фильма «Кабинет доктора Калигари» показанного в феврале того же года).

### Действующие лица и исполнители
- Эмиль Яннингс — Роберт Херн
- Джон Готтоут — Алголь
- Ханс Адальберт Шлеттов — Петер Хелл
- Ханна Ральф — Мария Обал
- Эрна Морена — Элла Уорд
- Эрнст Хофманн — Реджинальд Херн
- Гертруда Велкер — Леонор Ниссен
- Кэт Хаак — Магда Херн
- Себастьян Дростэ — танцор

## Сюжет
Сюжет картины вращается вокруг фигуры Роберта Херна — простого шахтера, который однажды, во время работы на шахте, встречает инопланетянина Алголя, прибывшего с одной из планет в системе звезды Алголь. Пришелец открывает шахтеру тайну «Волн» исходящих от Алголя, и вручает ему машину, которая принимает их, преобразуется в электричество. Так в руках Херна оказывается неисчерпаемый источник энергии.
Используя новые возможности, бывший шахтер теперь тянется к власти. Его подруга, Мария, не разделяет этих стремлений — она покидает Херна и бежит в соседнюю страну, где процветает сельское хозяйство и располагаются немалые запасы угля. Херн женится на богатой владелице шахты Леоноре Ниссен, от которой у него появляется двое детей.
Двадцать лет спустя, сын Марии, Петер Хелл приходит к Херну, чтобы просить его, воспользоваться энергией Алголевых Лучей для всего человечества, поскольку запасы угля в его стране исчерпаны. Херн отказывается. После этого дочь диктатора, Магда, понимает, насколько её отец стал коррумпированным, и решает вместе с Питером уйти туда, где нет влияния Херна. Тем временем, Леонора Ниссен-Херн умирает в результате несчастного случая от Алголевых Лучей, а их сын и преемник Херна, Реджинальд (несмотря на обещания отца в один прекрасный день открыть секреты машины), становится жадным до власти и стремится свергнуть отца путём переворота.
Херн понимает, насколько сильно он развратил людей бесплатной энергией Алголевой Машины…

## Съемки, реакция критики и культурное влияние
Съемки фильма проходили в парке Сан-Суси и оранжереях дворца в Потсдаме. Фильм был выпущен компанией Deutsche Lichtbild-Gesellschaft в Берлине и затем распространен фирмой Universum Film AG (UFA). Премьера прошла 3 сентября 1920 года в Берлине на Курфюрстендамм, затем картина демонстрировалась повсеместно, включая постоянный прокат в Финляндии (с 7 ноября 1921 года).
Хотя современники хвалили декорации Раймана и операторскую работу Акселя Грёткьера (Axel Graatkjær), фильм подвергся критике за «смесь реализма и фантазии». Так же отмечалось, что эта «фантастическая материальность» неубедительна. Многие недостатки связывали с плохой режиссурой. Кроме того, критики обратили внимание на то, что сама история страдает от недостатка логики, отмечая при этом, некоторые «интересные поэтические моменты». Несмотря на многие нелепости и некую условность, нельзя не признать огромного и значения картины. Фильм повлиял, среди прочих современников, и на Фрица Ланга, который сумел, заметив недочеты «Алголя», создать на ту же тему свой шедевр — фильм «Метрополис» (1927).

## Метафизический подтекст
В кинематографе экспрессионизма за ширмой научной фантастики часто скрывается потаённый метафизический смысл, уходящий корнями в архетипические образы индоевропейской культуры. Не является исключением и «Алголь». Сама неподвижная звезда Алголь, или Глаз Медузы Горгоны, имеет в астрологии роковое значение. Название её происходит от арабского «аль Гуль» (араб. غُول [ɣuːl]), то есть демон, оборотень или вампир (отсюда английское Ghoul). Традиционно влияние Алголя связывают с бедами, несчастьями, потерей рассудка и насильственной смертью. Некоторые астрологи полагают, что если в гороскопе человека присутствует соединение Алголь с Солнцем или Луной, обладатель такого гороскопа при прочих астрологических указаниях может сойти с ума, умереть преждевременной смертью, потерять голову как в прямом, так и переносном смысле. Алголь считается самой опасной звездой из всех существующих.

## Потеря и обретение фильма
На протяжении многих лет фильм считался потерянным. Тем не менее, была найдена некая версия, которая сохранилась под ошибочным названием «Алголь — Трагедия ночи». Именно она была показана в понедельник 29 ноября 2010 года, 7:30 вечера в рамках киновыставки «Weimar Cinema, 1919—1933: Daydreams and Nightmares» и теперь доступна для широкой публики.